# (2128) Wetherill
(2128) Wetherill ist ein Asteroid des Hauptgürtels, der am 26. September 1973 von der US-amerikanischen Astronomin Eleanor Helin am Palomar-Observatorium (IAU-Code 675) auf dem Gipfel des Palomar Mountain in Kalifornien entdeckt wurde.
Der Asteroid wurde nach dem US-amerikanischen Geophysiker und Astronomen George Wetherill (1925–2006) benannt, der Methoden zur Altersbestimmung von Gesteinen aus dem Verhältnis radioaktiver Isotope und ihrer Zerfallsprodukte entwickelte und die Entstehung und Entwicklung von Planetensystemen untersuchte.